# YouTube Botão Play
Os Prêmios para Criadores do YouTube, mais conhecido como Botão Play do YouTube, ou Placa do YouTube é uma forma de reconhecimento que o YouTube faz com os canais mais populares de seu site. Estes são distintos dos prêmios do YouTube que destinam-se a reconhecer os vídeos de melhor qualidade; Os Rewards do Criador do YouTube baseiam-se unicamente na contagem de assinantes de um canal.
Quando um Youtuber verificado atinge um marco específico, eles recebem um troféu relativamente plano, de metal (prata e ouro) ou plástico (diamante), em forma de símbolo do botão de reprodução do YouTube. Os troféus estão em tamanhos diferentes e armazenados em placas. Cada botão e placa ficam progressivamente maiores quanto maior o marco.
Existem cinco níveis de recompensas:
1. O Silver Play Button (Botão de Prata em português), para canais com 100 mil inscritos. Acredita-se que o primeiro canal a alcançar essa marca foi Smosh em algum momento em meados de 2007.[3]
2. O Golden Play Button (Botão de Ouro em português), para canais com 1 milhão de inscritos. O primeiro canal a atingir esse marco foi o canal FRED no dia 7 de abril de 2009.[4]
3. O Diamond Play Button (Botão de Diamante em português), para canais com 10 milhões de inscritos. O primeiro canal a alcançar os 10 milhões de inscritos foi Smosh em 25 de maio de 2013.[5]
4. O Ruby Play Button (Botão de Rubi em português), para canais com 50 milhões de inscritos. Diferentemente dos anteriores, não é dado para todos os que atingem a marca, apenas a canais selecionados pelo YouTube.
5. O Red Diamond Play Button (Botão de Diamante Vermelho em português), para canais com 100 milhões de inscritos. Até hoje apenas dez canais conseguiram bater esta meta.[6][7]

- Ainda existem outros prémios raro oferecidos com menos frequência pelo YouTube, eles sendo os prémios de 20 e 200 milhões de inscritos.

## Prêmios Especiais
Esses são os prêmios que não constam oficialmente no site de premiação para criadores do youtube.
- O Prémio Customizado para canais com mais de 20 milhões de inscritos. Apenas 3 canais do foram premiados:
  1. Americas Got Talent's (2021)
  2. National Geographic (maio de 2022)
  3. Marvel (2023)

- O Custom Play Button (Botão Customizado em português (apelidado de Botão de Rubi, por PewDiePie), para canais com 50 milhões de inscritos. Ao contrário dos outros Botões, o Botão de Rubi aparece em um grande baú de madeira com o símbolo do botão Play do YouTube gravado nele. O prêmio real dentro do baú é um grande troféu vermelho translúcido personalizado, com oito miniaturas da placa, após uma representação tridimensional do avatar do Youtuber no momento em que atingiram o marco. No youtube 61 canais conseguiram atingir a marca dos 50 milhões, mas apenas os seguintes receberam um prémio:
  1. PewDiePie (8 de dezembro de 2016)
  2. T-Series (27 de junho de 2018)
  3. Canal Kondzilla (21 de junho de 2019)
  4. Blackpink (4 de outubro de 2020)
  5. Moviclips (2021)
  6. Baby Shark - Pinkfong Kids’ Songs & Stories (2021)
  7. MrBeast (28 de julho de 2022) (oficioso)
  8. Aaj Tak (2023)
  9. ChuChu TV Nursery Rhymes & Kids Songs (24 de junho de 2023)
  10. Jess No Limit (2024)
  11. LUCCAS NETO (19 de março de 2025)

Vale notar que o YouTube Movies, Music e Gaming, canais do próprio YouTube, também conseguiram 50 milhões de inscritos.
- O Red Diamond Play Button (Botão de Diamante Vermelho em português), para canais com 100 milhões de inscritos. Até hoje apenas dez canais conseguiram bater esta meta:[6][7]